# Ԑ
Ze đảo ngược (Ԑ ԑ, chữ nghiêng: Ԑ ԑ) là một chữ cái trong bảng chữ cái Kirin. Hình dạng của nó giống với chữ cái Kirin Ze (З з З з) bị đảo ngược. Nó giống với chữ Latinh epsilon (Ɛ ɛ) và chữ Hy Lạp Epsilon (Ε ε), cũng là một dạng viết tay của chữ Latinh E và chữ Kirin Ye, nhưng nó có nguồn gốc khác với chúng. Ze đảo ngược đã được thêm vào Unicode 5.0, nhưng vẫn không phổ biến trong hầu hết các phông chữ Kirin.
Ze đảo ngược được sử dụng trong tiếng Enets. Trong tiếng Enets, nó đại diện cho âm /æ/. Nó cũng được sử dụng trong tiếng Khanty.

## Mã máy tính
| Kí tự               | Ԑ                                   | Ԑ                                   | ԑ                                 | ԑ                                 |
| ------------------- | ----------------------------------- | ----------------------------------- | --------------------------------- | --------------------------------- |
| Tên Unicode         | CYRILLIC CAPITAL LETTER REVERSED ZE | CYRILLIC CAPITAL LETTER REVERSED ZE | CYRILLIC SMALL LETTER REVERSED ZE | CYRILLIC SMALL LETTER REVERSED ZE |
| Mã hóa ký tự        | decimal                             | hex                                 | decimal                           | hex                               |
| Unicode             | 1296                                | U+0510                              | 1297                              | U+0511                            |
| UTF-8               | 212 144                             | D4 90                               | 212 145                           | D4 91                             |
| Tham chiếu ký tự số | &#1296;                             | &#x510;                             | &#1297;                           | &#x511;                           |